# Bourse (liturgie)
Pour les articles homonymes, voir Bourse.
 (août 2025).
Si vous disposez d'ouvrages ou d'articles de référence ou si vous connaissez des sites web de qualité traitant du thème abordé ici, merci de compléter l'article en donnant les références utiles à sa vérifiabilité et en les liant à la section « Notes et références ».

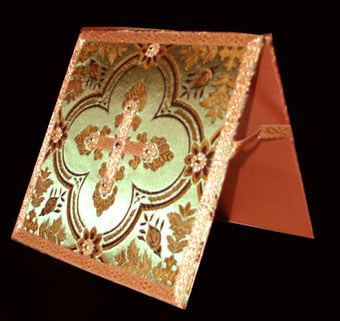
Une bourse liturgique.

La bourse, du latin bursa qui signifie peau, cuir, est un élément liturgique destiné à contenir le corporal dont le célébrant se sert au cours de la célébration de la Messe. 

## Description
Elle est formée de deux carrés en carton mesurant environ vingt centimètres de côté, revêtus à l'extérieur d'un tissu de soie identique à celui de la chasuble - en fonction de la couleur liturgique du jour - et à l'intérieur d'une doublure assortie. 
Son emploi n'est pas mentionné par les rubriques de 1969. Dans les faits, elle ne sert que dans très peu de célébrations en dehors des communautés traditionalistes ; son emploi est parfois justifié par la touche solennelle qu'elle peut apporter à la célébration.